# Београд на води
Београд на води, такође познат као Belgrade Waterfront (транскр.  Белгрејд вотерфронт), пројекат је урбане регенерације који предводи Влада Републике Србије с циљем побољшања градског пејзажа и привреде Београда. Један је од највећих и највреднијих пројеката у историји Србије.
Започет је 2014. реконструкцијом зграде Београдске задруге, која је завршена у јуну исте године. Други је по величини комплекс мешовите намене у изградњи у Европи, након пројекта Minsk Mir, вредан 3,5 милијарди долара. За ово подручје планирано је 10.000 станова, двојезична основна државна школа и вртићи, луксузни хотели међу којима је и St. Regis, највећи тржни центар у југоисточној Европи Galerija Belgrade, као и јавне зграде. Укупно ће бити изграђено око 1,8 милиона квадратних метара.
Пројекат је покренут 2014. између Владе Републике Србије и Eagle Hills, водећег предузећа за приватне инвестиције из Абу Дабија. Влада Републике Србије и њихови партнери из Уједињених Арапских Емирата уложиће око 3,5 милијарди долара. Централна тачка пројекта је Кула Београд, нова знаменитост града. Са 168 m, Кулу Београд је дизајнирала архитектонска фирма SOM.

## Простор
Читав простор између Београдске тврђаве и Бежанијске косе био је мочварно подручје кроз који је протицала река Сава и испресецано многима каналима, који се током високог водостаја плавио. Између садашњег моста Газела и Бранковог моста је приобални део, чија је десна обала половином 19. века исушивањем и насипањем претворена у простор на коме је 1884. године изграђена Главна железничка станица, а нешто касније и аутобуска станица. Позајмиште одакле је узимано земљиште за насипање Баре Венеције 1880—1884. године је названо Прокоп.
У 20. веку се изградњом Новог Београда и проширивањем Београда ка Чукарици и другим брдима овај простор од око 100 хектара нашао у центру неизграђен и запуштен. Основна особина овог простора је да је издужени равничарски простор дуж десне обале реке Саве оивичен луком побрђа што даје изглед амфитеатра одакле је и потекао назив — Савски амфитеатар.

## Историја планирања
Први пут је 1923. године руски архитекта Григорий Павлович Ковалевский (у Србији познат као Ђорђе Коваљевски) у Генералном плану уређења и проширења Београда предвидео простор између Саве и железничких шина за изградњу нових стамбених блокова. Тада се први пут појављује назив Савски амфитеатар за тај део десне обале Саве.
Никола Добровић је на конкурсу 1929. године за Теразијски плато нагласио правац Теразије — Савски амфитеатар и потом 1948. године у Идејном урбанистичком плану Београда у жељи да се другачије искористи тај простор предвидео измештање Железничке станице на Аутокоманду.
Седамдесетих година 20. века је расписан конкурс за уређење Новог Београда и том приликом је група чешких архитеката предложила и уређење Савског амфитеатра ради спуштања града ка Сави. Средином осамдесетих је група београдских архитеката радила пројекат по коме је Савски амфитеатар уређен и изграђен као део градског језгра.
Почетком деведесетих је Српска академија наука и уметности расписала интерни конкурс о Савском амфитеатру и тада се пријавило седам тимова.
Пројекат „Варош на води — визија карике која недостаје”, је био један од њих и обрађивао је простор од 140 хектара и на левој и на десној обали уз поновно увођење канала ради приближавања реке и града. И други предлози, као што је „За трећи миленијум” су обрађивали обе обале и давале решење за искоришћење неизграђеног потенцијала. Нека решења су предлагала канале, нека вештачка острва, али су сва захтевала значајне инфраструктурне предуслове и радове.
Идејни пројекат под називом „Еурополис” коју је урадио 1995. године Институт ЦИП је био кратког века јер је послужио само као предизборно обећање СПС и убрзо је замро. Носилац листе за локалне изборе и за градоначелника Београда Милутин Мркоњић је 2008. године поново медијски оживео „Еурополис”, али је неуспехом на изборима та идеја поново заборављена.
Генерални урбанистички план Београда из 2003. године је уместо Главне железничке станице предвиђао станицу метроа, а у другом делу Савског амфитеатра комерцијални садржај. Друштво урбаниста Београда је у сарадњи са Урбанистичким заводом града Београда 2007. године направило студију Савског амфитеатра.
Идеја о Београду на води се појављује 12. априла 2012. као предизборно обећање Александра Вучића, кандидата СНС. „Београд на води” обухвата површину од око 90 хектара између Београдског сајма и Бранковог моста, између реке Саве и Савске улице.
Конкретније мере за остварење ове идеје су најављене 12. децембра 2012. када у Београд поред шеика Мухамед бин Заједа из Уједињених арапских емирата долази Мухамед Алабар, директор компаније „Емаар пропертис”, са којим је урађен концепт мастер плана за пројекат „Београд на води”. Тада је први пут наведена величина инвестиционог подухвата који први потпредседник владе Александар Вучић процењује на око 3,1 милијарди долара.
Октобра 2013. године се појављују текстови у новинама који нешто детаљније описују укупну површину од око 90 хектара на којој ће бити изграђено 2 милиона квадратних метара стамбеног и комерцијалног простора. Око 95 % земљишта је у државном власништву и то је обећавало веома брзи почетак градње. Тада је још у оптицају било постојање канала кроз Савски амфитеатар и прављење вештачког острва. Срђан Рупар, вођа тима који је урадио идејно решење и почео да спроводи припремне активности, је најавио да ће инвеститори почети да граде од септембра 2014. године, а да ће цео простор заживети у року од 8 година. Измештање Главне железничке станице је најављено за половину 2015. године када је требало да се заврши и станица Прокоп.
Објављивање слика „Београда на води” почетком 2014. године је било прво представљање широј јавности будућег изгледа овог дела града и ове слике почињу убрзо да се појављују у многим медијима.
Влада Републике Србије је на седници од 1. маја 2014. године Пројекат уређења дела приобаља Београда „Београд на води” утврдила као пројекат од посебног значаја за Републику Србију и град Београд, да би потом 3. јуна 2014. године донела Одлуку о изради Просторног плана подручја посебне намене уређења дела приобаља града Београда — подручје приобаља реке Саве за пројекат „Београд на води” а убрзо потом, 17. јуна, и Одлуку о стратешкој процени утицаја на животну средину. Уредбу о утврђивању Просторног плана подручја посебне намене уређења дела приобаља града Београда — подручје приобаља реке Саве за пројекат „Београд на води” Влада доноси 31. децембра 2014. године.
Народна Скупштина је 8. априла 2015. године усвојила Закон о утврђивању јавног интереса и посебним поступцима експропријације и издавања грађевинске дозволе ради реализације пројекта „Београд на води” који је у медијима називан „lex specialis”.

## Инфраструктурни захвати
Да би се приступило реализацији било каквог плана на локацији Савског амфитеатра, упркос томе што је релативно незаузет, потребно је урадити значајне инфраструктурне захвате.
Прво је било неопходно изместити теретни друмски саобраћај из Карађорђеве улице за шта је требало имати још један мост преко Дунава који би спајао сремску и банатску страну. Ово је постигнуто изградњом Пупиновог моста 18. децембра 2014. године. Уз то је требало довршити и путну обилазницу око Београда ради растерећења теретног саобраћаја. Потом је требало изместити значајан број колосека, а вероватно и читаву Главну железничку станицу са садашње локације на локацију Прокоп и делимично на станицу Нови Београд. Уз то би требало изградити техничко-путничку станицу Земун, техничко-путничку станицу Кијево и робно транспортни центар у Макишу. Поред железничке треба изместити и аутобуску станицу (главна аутобуска станица и аутобуска станица превозника „Ласта”), планирано је да буде на Новом Београду одмах уз железничку станицу. Такође би требало уклонити пругу око Калемегдана, за шта би требало изградити један железнички мост, вероватно низводно од Винче. Марта 2014. је објављен нацрт плана детаљне регулације када је и представљена цена од 470 милиона евра за изградњу обилазнице око Београда са мостом ка Панчеву.
Поред овога сматра се да треба прокопати канализациони тунел према Великом селу чиме би се комплетна канализација Београда уместо директно у реке усмерила ка великом постројењу за прераду отпадних вода. Такође, ради инфраструктурног уређења је неопходно урадити радове на објектима на топловодној, гасоводној, водоводној, канализационој и електроенергетској мрежи.
Приликом израде Просторног плана је наведен износ инфраструктурног уређења земљишта од око 400 милиона евра од чега је око 275 милиона трошак уређења у границама комплекса а око 125 милиона за нове објекте, проширења и везе са другим комуналним системима, топловод, канализација, гасовод и развлачење водова широм града. Наведено је и да су предвиђени трошкови железнице у износу од 392 милиона евра.

## Историја градње
Град Београд, градоначелник Бранко Пешић, и Железнице су потписали уговор 21. марта 1974. године o изградњи нове железничке станице на локацији Прокоп уз постепено измештање пруге и ослобађање земљишта на локацији садашње железничке станице у Савском амфитеатру.
Изградња станице Прокоп почиње октобра 1977. и планира се 18 месеци за довршетак, односно до 1. маја 1979. године. Градња се прекида 1980. године, успут се планови мењају, размишља се и о одустајању. У једном тренутку 90-их година се градња наставља, али се опет прекида, па јула 1996. године поново покреће, завршава плоча, кров станице, али 1999. године поново прекида. Градња се наставља 2005. године потписивањем уговора Железница Србије са једном мађарском компанијом, али се не креће у градњу већ се 2008. поново ангажује Енергопројект да настави градњу коју финансира Влада Републике Србије.
Председник привременог већа Београда Синиша Мали је 15. децембра 2013. најавио скори почетак градње у фазама, а прва фаза може почети до краја 2014. године. Александар Карловчан, један од руководилаца пројекта, је потом објавио да за припрему локације треба 66 милиона евра, за измештање колосека, магацина, 200 породица, пројекте железничке станице у Земуну и моста код Винче као и завршетак прве фазе станице Прокоп. Најављен је огроман тржни центар као први објекат који ће нићи. Нешто касније је почетак најављен за март 2015. године.
Пројекат „Београд на води” је први пут представљен у облику разрађених цртежа и слика 18. јануара 2014. године. Првом потпредседнику Владе Александру Вучићу и групи високих представника власти је пројекат представио Мухамед Алабар, директор новоосноване компаније „Игл Хилс” (Eagle Hills). Тада се први пут представља и кула од 180 метара висине, маркантна грађевина која ће бити централна одлика читавог плана. Као аутор пројекта куле Београд је наведен пројектантски биро Skidmore, Owings & Merrill из Чикага.

### Припрема
Уклањање првих шина, што су били први грађевински захвати на локацији, је почело 8. марта 2014. године. Тада је покренута прва фаза уклањања шина, око једне трећине од 50 км пруге и 200 скретница, процењена на око 2,55 милиона евра. Процењено је да на том простору има око 250 породица које су смештене у разним објектима али углавном баракама и сличним неусловним зградама или чак напуштеним железничким вагонима. Прве породице са локације Бара Венеција су расељене већ априла месеца исте године. Поред тога, потребно је било изместити већи број бродова и олупина које су насукане или привезане за тај део обале, а неки и из корита реке Саве.
Зграда Београдске задруге је одређена да буде седиште фирме која ће управљати пројектом, вршити промоција и продаја, а пошто је деценијама била у запуштеном стању прво што је урађено је реконструкција зграде. Обнова и освежење зграде је почела 10. марта 2014. а према наводима предвиђено је око 2 до 2,5 милиона евра.
Мастер план и макета целог подручја „Београда на води” је представљена 27. јуна 2014. године и изложена у обновљеној згради Београдске задруге. Тада су премијер Александар Вучић и директор компаније „Игл хилс” Мохамед Алабар представили мастер план, а најављено је да инвестиција треба да износи 3,1 милијарду евра.
Уговор о изградњи је потписан 26. априла 2015. година када је у име инвеститора потписао Мухамед Алабар, председник компаније „Игл Хилс”, а испред Србије потпредседник владе и министар грађевинарства, саобраћаја и инфраструктуре Зорана Михајловић и директор предузећа „Београд на води” Александар Трифуновић. Тада је објављено да је на површини од 177 хектара предвиђена изградња око два милиона квадратних метара грађевинске површине од чега више од милион квадратних метара стамбеног простора, 750.000 квадратних метара пословног простора, 62.000 квадратних метара јавних садржаја и 242.000 квадратних метара зелених површина. Република Србија је власник 32 % капитала, а Игл Хилс 68 % капитала, док је рок за изградњу одређен на 30 година. „
Игл Хилс ће Србији одобрити зајам од 90 милиона евра за изградњу железничке инфраструктуре и 40 милиона евра за експропријацију земљишта.
Рушење првих зграда је почело августа 2014. године, а 12. августа 2015. године је градоначелник објавио да су срушене 233 зграде, да је тиме завршена прва фаза рушења и да се у другој половини септембра може почети са зидањем прве две стамбене куле. Део Херцеговачке улице је рушен у ноћи између 24. и 25. априла 2016. године када су маскирана лица уз помоћ багера рушила зграде за које није постојао налог за уклањање.

### Фазе градње и трајање
Предвиђена је градња у четири фазе. Прва фаза би обухватила радове у средишњем приобалном делу и биле би изграђене четири пословне зграде укључујући и највећи тржни центар у региону, потом кула од 122 метара, део хотелског комплекса, јахт клуб и први стамбени објекти. У овој фази је била планирана градња пешачко-бициклистичког моста преко Саве, али се накнадно од овог моста одустало.
У другој фази је планирано уређење простора код Бранковог моста и између моста Газела и сајмишта. Овде је планирана изградња више стамбених зграда, али и реконструкција зграда које су заштићене законом.
У трећој фази је планирана градња централног дела према Савској улици, где ће бити смештени стамбени и пословни садржаји.
Четврта фаза обухвата изградњу станова али и забавни и културни садржај.
Само трајање градње је било предмет разних званичних најава и изјава. Од премијера који је изјавио да ће све из плана бити урађено за 4 године до градоначелника који је прво рекао да ће се објекти градити седам-осам, а у потоњој изјави да ће се градити барем 10 година. Приликом потписивања уговора је дефинисано да се градња мора завршити за највише 30 година, односно да за првих 20 година мора бити завршено барем 50%.

### Изградња
Грађевинска дозвола за прве објекте је издата 24. септембра, а камен темељац су 27. септембра 2015. године поставили Председник Владе Александар Вучић и власник Игл Хилс-а Мухамед Алабар.
 Први објекти чија је градња почела су две стамбене двадесетоспратнице висине по 72 метра са око 68.000 квадратних метара површине надомак моста Миладина Зарића, на обали Саве.
 Зграде су добиле назив „BW Residences” и имају укупно 296 станова.
Камен темељац за кулу, основни симбол целог подухвата, је постављен 15. априла 2016. године током предизборне кампање, Председник Владе Александар Вучић, градоначелник Београда Синиша Мали и власник Игл Хилс-а Мухамед Алабар. Тада је објављено да ће кула бити висока 168 метара, имати 42 спрата од којих ће првих 20 заузимати луксузан хотел, изнад тога 222 луксузна стана и ресторан са видиковцем и да ће се звати „кула Београд”.
Изградња огромног тржног центра бруто површине 251.000 m², названог „BW Galerija” (2По+Пр+2) је почео априла 2017. године а у другој половини године и изградња стамбених зграда „BW Vista” и „BW Parkview” високе по 82 метра, са по 23 спрата.

Усељавање првих станара у кулу А почело је средином јула 2018. године. Зграду је свечано отворио председник Србије, Александар Вучић у друштву државног врха и Мухамеда Алабара, директора компаније „Игл Хилс”. Церемонији је присуствовао већи број новинарских екипа, којима се Вучић обратио питањем: „Да ли вам се свиђа, људи?”
Стамбене зграде „BW Vista” и „BW Parkview” су усељене септембра 2019. године. Булевар Вудроа Вилсона и Београдски парк су отворени новембра исте године.

### Метро
Влада Републике Србије донела је 14. априла 2022. Уредбу о изменама и допунама Уредбе о утврђивању Просторног плана подручја посебне намене уређења дела приобаља града Београда – подручје приобаља реке Саве за пројекат „Београд на води”. Просторним планом је предвиђен даљи развој овог дела града и изградње објеката јавних служби, од вртића и школа, преко здравствених установа, до објеката културе, спорта и рекреације, укључујући и делове трасе две планиране линије Београдског метроа, као и три метро станице – Сајам, Мостар и Савски трг. Те две планиране линије метроа имаће заједничку метро станицу на простору Савског трга, непосредно уз зграду некадашње Железничке станице.

### Листа зграда и статус изградње
- BW Residences - Две стамбене куле на обали Саве, са по 20 спратова и укупно 296 станова. Изградња је почела 27. септембра 2015. године, а завршена је 2018. године.[61]
- BW Parkview - Стамбена зграда са 23 спрата и 244 стана. Изградња је почела у децембру 2016. године.[62] а завршена је 2019. године.[63]
- BW Vista - Резиденцијална зграда са 23 спрата и 228 станова. Изградња је почела у децембру 2016. године, а завршена је 2019. године.[64]
- BW Magnolia - Резиденцијална зграда са 5 спратова и 110 станова. Изградња је почела 2018. године и завршена је 2020. године-[65]
- BW Arcadia - Стамбена зграда са 24 спрата и 244 стана. Изградња је почела 2019. године,[66] а завршена je 2021. године.[67][68]
- BW Aurora - Стамбена зграда са 23 спрата и 244 стана[69]. Изградња је почела 2019. године,[66] а завршена је 2021. године.[67]
- BW Simfonija - Две стамбене зграде са идентичним архитектонским изразом. Једна зграда има 16 спратова и 103 стана, а друга 17 спратова и 177 станова. Изградња је почела 2019. године и завршена је 2023. године.[70]
- BW Verde - Стамбена зграда са 23 спрата и 261 станом. Изградња је почела 2019. године, а завршена је 2022. године.[71]
- BW Terraces - Стамбена зграда са 17 спратова и 132 стана. Изградња је почела 2020. године,[72] а завршена је 2022. године.[73][74]
- BW Metropolitan - Стамбена зграда са 17 спратова и 325 станова, ресторанима и вртићем. Изградња је почела 2020. године[75], а завршена је 2022. године.[76]
- BW Aria - Стамбена зграда са 21 спратом и 190 станова. Изградња је почела 2020. године,[77] а завршена је 2023. године.[78]
- BW Aqua - Стамбена зграда са 23 спрата и 248 станова. Изградња је почела 2020. године, а завршена је 2023. године.[79]
- BW Terra - Стамбена зграда са 19 спратова и 153 стана[80]. Изградња је почела 2020. године, а завршена је 2023. године.[81]
- BW Quartet - Стамбени комплекс који се састој од 4 зграде са укупно 681 станом. Изградња је почела 2020. године, а очекује се да буде завршена 2023. године.[82]
- BW Libera - Стамбена зграда са 16 спратова и 169 станова. Изградња је почела 2021. године,[83] а завршена је 2023. године[84]
- BW Sole - Стамбена зграда са 16 спратова и 184 стана. Изградња је почела 2021. године,[85] а завршена је 2023. године.[86]
- BW Scala - Стамбена зграда са 13 спратова и 223 стана. Изградња је почела 2021. године,[87] а очекује се да буде завршена 2023. године.[88]
- BW Eterna – Стамбена зграда са 8 спратова и 223 стана. Изградња је почела 2021. године.[89]
- BW Lumia – Стамбена зграда са 9 спратова и 91 станом. Изградња је почела 2021. године.[90]
- BW Sensa – Стамбена зграда са 8 спратова и 230 станова. Изградња је почела 2021. године.[91]
- BW Perla – Стамбена зграда са 25 спратова и 189 станова.[92] Изградња је почела 2022. године.[93]
- BW Nika – Стамбена зграда са 18 спратова и 219 станова. Изградња је почела 2022. године.[94]
- BW Riviera – Стамбена зграда са 25 спратова и 139 станова.[95] Изградња је почела 2022. године.[96]
- BW Echo – Стамбена зграда са 8 спратова и 103 стана. Изградња је почела 2022. године.[97]
- BW King’s Park Residences – Стамбена зграда са 15 спратова[98] и 233 стана. Изградња је почела 2022. године.[99]
- BW Queen’s Park Residences – Стамбена зграда са 8 спратова и 108 станова.[100] Изградња је почела 2022. године.[101]
- BW Eden – Стамбена зграда са 20 спратова и 244 стана.[102]
- BW Thalia – Стамбена зграда са 15 спратова и 178 станова.[103]
- BW Iris – Стамбена зграда са 18 спратова и 219 станова.[104]
- Галерија - Највећи тржни центар у региону са 93.000 квадратних метара простора за издавање. Изградња је почела у септембру 2017. године, а завршена је 2020. године. Отворен је 30. октобра 2020. године.[105]
- Kula Belgrade - Хотелска и стамбена зграда са 42 спрата, 220 брендираних St. Regis станова и St. Regis хотелом са 5 звездица. Изградња је почела 15. априла 2016. године.[106]

## Врста и структура зона
|                  | m²        | %  |
| ---------------- | --------- | -- |
| станови          | 1.106.827 | 60 |
| пословни простор | 315.853   | 17 |
| хотели           | 153.910   | 8  |
| тржни центри     | 148.444   | 8  |
| продавница       | 95.632    | 5  |
| култура / забава | 26.987    | 1  |
|                  | 1.847.653 |    |

Предвиђене су следеће зоне:
- стамбена
- комерцијална и пословна
- хотелска
- спортска
- културно-уметничка

Количина и структура квадрата посвећена одређеним наменама је приказана у таблици.
Укупно зелених површина је предвиђено 45.584 m² од чега парковских 23.463 m².
Најбитније одреднице читавог подухвата су кула, облакодер на обали Саве и огромни тржни центар близу моста Газела. Најављивано је да ће кула бити 220, па 200 метара висине, па 180 метара, али када се појавио пројекат куле, објашњено је да ће висина куле бити 168 метара, да ће имати 42 спрата и површину 47.000 m².

### Култура и догађаји
Београд на води је 31. децембра 2021. први пут организовао дочек Нове године, уз концерт на платоу поред Куле Београд. Звезда вечери је био Горан Бреговић. Прослава је укључивала осмоминутни ватромет, ласерски шоу и светлосне ефекте на фасади Куле Београд.
Београд на води је 31. децембра 2022. године други пут заредом организовао дочек Нове године и концерт, на истом месту. Звезда вечери је био Жељко Јоксимовић.
У јулу 2022. године, по први пут, Београд на води је организовао Belgrade River Fest. Звезде фестивала били су чувени оперски певач Андреа Бочели и фадо певачица Мариза.
У децембру 2022. године, у Београду на води је по први пут организован зимски фестивал „Зимска бајка“, који је укључивао биоскоп на отвореном, музички програм, клизање и друге активности. Фестивал је трајао 30 дана и привукао је више од 1,5 милиона посетилаца који су уживали у 150 представа, концерата, и филмских пројекција за децу и одрасле.
У јуну 2023. године, Београд на води је био домаћин другог фестивала Belgrade River Fest, на коме су наступали Ана Нетребко и Јусиф Ејвазов, као и Јасмин Леви.

## Приходи и профит
Компанија Београд на води остварила је током 2022. године пословни приход од 269,6 милиона евра, нето добит износила је 59,4 милиона евра, а за исплату дивиденди издвојено је 10 милиона евра.

### Продаја станова
- 2019. године објављено је да је продат 2000. стан у Београду на води.[123]
- 2021. године објављено је да је продат 3000. стан у Београду на води. Стан се налази у згради BW Sole.[124]
- 2022. године објављено је да је продат 4000. стан y Београду на води. Стан се налази у згради BW Echo.[125]
- 2022. године објављено је да је продат 5000. стан у Београду на води. Стан се налази у згради BW Queen’s Park Residences.[126]
- 2023. године објављено је да је продат 6000. стан у Београду на води.[122]
- 2024. године објављено је да је продат 7000. стан у Београду на води.[127]

## Награде
- 2022: Пројекат Београд на води по трећи пут освојио European Property Awards у категорији „Пројекат мешовите намене“.
- 2022: Пројекат Београд на води освојио награду у категорији „Development Marketing“ за кампању за зграду BW Perla.[128]

## Контроверзе око планирања и градње

### Политичке и пословне контроверзе
Фирма „Емар пропертиз” као и директор Мухамед Ал Абар су привукли пажњу неким од својих неостварених или противуречних пројеката.
Пројекат је покренула нова влада под СНС, а у исто време је у Београду био на власти ДС, тако да је дошло до размимоилажења око подршке овом подухвату. Градоначелник Београда Драган Ђилас је пројекат прогласио научном фантастиком. Првобитни руководилац пројекта је убрзо смењен, а по медијима су се појављивале и разне комбинације ко би могао да води пројекат.
Предузеће "Eagle Hills International" (Игл хилс интернешенел) је заведено у списак у Дубаију 14. маја 2014. године и није правно повезана са фирмом „Емар пропертиз”. У Србији је 15. августа основано предузеће „Игл хилс пропертиз” доо (Eagle Hills Properties). Влада Србије је 26. јуна 2015. основала предузеће Београд на води доо као носиоца пројекта уређења савског приобаља са почетним капиталом од милион динара. Компанија „Белгрејд вотерфронт кепитал инвестментс” (Belgrade Waterfront Capital Investment) из Абу Дабија је уложила 22.000 евра 11. августа 2015. и постала власник 68 % предузећа Београд на води доо.

### Струковна и грађанска удружења

#### Не да(ви)мо Београд
Београђани окупљени око грађанске иницијативе Не да(ви)мо Београд, чији је заштитни знак постала велика жута патка, организовали су већи број акција и протеста у циљу критике овог, по њима, изузетно штетног пројекта. Пажњу јавности привукао је протест одржан 26. априла 2015. године испред зграде Београдске задруге, а приликом свечаног потписивања уговора о Београду на води. Тада је окупљена маса интервенцијом полиције заграђена заустављањем два ГСП трамваја посред кружног тока испред зграде Задруге. Полиција је 29. августа 2015. такође зауставила и перформанс НДБ током Београдског карневала бродова, када је уредно пријављено пловило организације искључено из поворке само због истакнутог натписа „Не да(ви)мо Београд”.
Поводом рушења објеката у Херцеговачкој улици, ноћу између 24. и 25. априла 2016. године, које су према наводима сведока извршиле особе са фантомкама, овај покрет грађана је у периоду од 11. маја 2016. до 15. фебруара 2017. организовао осам масовних уличних протеста.

#### Примедбе архитеката, урбаниста, правника и економиста
Јануара 2014. организација „Транспарентност Србија” је Влади Србије упутила допис са питањима на основу ког прописа су искључили конкуренцију у изградњи „Београда на води”, како су подељени добит и ризик, као и који је правни основ за формирање заједничког предузећа.
Са архитектонско-урбанистичке стране најгласнија у критикама било је удружење грађана Академија архитектуре Србије, а тим поводом у марту 2015. објавила је и званичан проглас. Они су посебно упозоравали на недостатак јавне расправе и потпуну искљученост већине представника архитектонско-урбанистичке струке из процеса планирања, пројектовања и реализације Београда на води. Удружење архитеката је тражило да се распише јавни конкурс за реализацију пројекта.
Обавеза међународног конкурса при изградњи ове локације, како стоји у Генералном плану, није испоштована и представници струке су то нагласили. Академија архитектуре је такође реаговала наводима да је цео пројекат нестручно вођен. Са уско стручне стране акценат стављен је на неприпремљеност терена и целокупне градске инфраструктуре за пројекат ових размера, драстичну архитектонску неусклађеност са старим језгром града, а скренута је пажња и на то да се изградњом оваквог комплекса на градским обалама оне одузимају грађанима, те да је њихова дефиниција као објеката од јавног значаја крајње упитна.
Такође, Београд је годинама био ограничен у градњи у вис због регулативе која је то забрањивала. Та препрека је отклоњена 18. априла 2014. године када је Привремени орган града Београда донео одлуку да се Студија високих објеката Београда ставља ван снаге.
Током јавне расправе о просторном плану, новембра 2014. године, су стигле и примедбе од САНУ на 22 странице, али су све на крају одбачене. Сличан епилог су имали и непосредни преговори представника Академије архитектуре са градоначелником и градским руководством.
Уговор потписан 26. априла 2015. године објављен је тек пуних 5 месеци касније — 20. септембра и то у непотпуном издању. Такав однос према информацијама од јавног значаја осудиле су организације које се баве контролом транспарентности државне управе, а саме одредбе уговора и лекс-специјалис који му је претходио били су предмет оштре критике и међу правницима.

#### Будућност Савамале
Дана 25. септембра 2015. по убрзаној процедури срушен је клуб „Двориштанце”, један од првоотворених и најпознатијих објеката у оквиру јединственог старог градског кварта Савамала чија је културна понуда у претходним годинама постала позната и призната широм Европе и света. Глас против оваквог односа градске власти према овој значајној градској зони дигао је део грађана, затим организације и институције смештене у самој Савамали, као и Повереник за информације од јавног значаја Родољуб Шабић.

#### Случај Саванова
Посебне контроверзе везане су за угоститељски објекат „Саванова” отворен у близини Ластине аутобуске станице и Старог савског моста. Иако је простор и по завршетку радова остао дефинисан као јавна површина, 25. септембра 2015. на том месту дошло је до инцидента када је трочлана новинарска екипа инфо-портала „Истиномер” при покушају снимања интервјуа са активистом удружења Не да(ви)мо Београд заустављена, легитимисана и спречена у обављању свог посла од стране десет припадника комуналне полиције, а све по притужби обезбеђења „Саванове” да су упали на приватни посед и градилишни простор који притом ни на који начин није био обележен као такав. Новинарима и активисти су написане прекршајне пријаве, а начин опхођења припадника комуналне полиције према њима протумачен је као бахат и изазвао је значајно негодовање на друштвеним мрежама, али и у новинарским удружењима.

#### Рушење Херцеговачке улице
Највећу буру у јавности изазвали су догађаји који су се одиграли у ноћи између 24. и 25. априла 2016. године, непосредно по завршетку одржавања ванредних парламентарних избора. Наиме, те ноћи непознати починиоци противправно су срушили део Херцеговачке улице у срцу четврти Савамала. Маскирана лица су уз помоћ багера рушила зграде за које није постојао налог за уклањање. Грађани који су се у време рушења затекли у овој улици лишавани су слободе кретања, легитимисани су и везивани, а одузимани су им и лични предмети.
Дана 9. маја 2016. године заштитник грађана Саша Јанковић објавио је извештај са чињеницама које је утврдио у поступку контроле поводом овог случаја. Поступак контроле је укључивао преглед документације и преслушавање снимака који су у ноћи рушења забележени на полицијском телефону 192. Извештај је потврдио наводе сведока: у ноћи рушења грађани су позивали полицију, али је она упорно одбијала да реагује. Такође је утврђено и да су оператери грађанима пренели да је такво наређење стигло с врха полиције. Заштитник грађана је констатовао да је „овакав пропуст полиције очигледно резултат унапред припремљеног плана и налога који су дати”.
Дана 24. маја 2016. године током болничког лечења на Војномедицинској академији у Београду преминуо је Слободан Танасковић, чувар објеката у Херцеговачкој улици. Танасковић је био сведок ноћног рушења и једна од особа коју су том приликом маскирани нападачи везали уз одузимање личних докумената и мобилног телефона.
Дана 8. јуна 2016. године премијер Србије Александар Вучић објавио је да иза рушења у Херцеговачкој улици стоје највиши органи градске власти и најавио да ће они због тога сносити одговорност. Неколико дана касније Вучић је налогодавце ноћног рушења назвао и „комплетним идиотима”. Ипак, до данас није смењен нико из врха београдске власти.
Дана 13. фебруара 2017. године инфо-портал „КРИК” објавио је интервју са Маријом Мали, бившом супругом градоначелника Београда Синише Малог. Она је у том интервјуу новинарима испричала да јој се градоначелник Мали 25. априла 2016. похвалио да је учествовао у рушењу тј. да је он лично организовао „акцију рашчишћавања” („Дошли су људи усред ноћи, мало тамо нешто полупали.”). Синиша Мали је до сада одбијао да одговори на питања новинара о оптужбама које је изнела његова бивша супруга.
Поводом рушења у Херцеговачкој иницијатива „Не да(ви)мо Београд” је у периоду од 11. маја 2016. до 15. фебруара 2017. организовала осам масовних протеста на београдским улицама. Према проценама организатора, неке од ових протестних шетњи окупиле су и до 20 000 људи.
Упркос свему, надлежно тужилаштво до данас није покренуло истрагу поводом бесправног рушења у овом делу Савамале, а такође је одбијало и да јавности достави тражене информације поводом овог случаја.

## Градски саобраћај
До Београда на води се може стићи линијама ГСП-а:
Трамвајским линијама:
- Линија 2 Пристаниште — Вуков споменик — Пристаниште[168]
- Линија 3 Омладински стадион — Кнежевац(привремено не саобраћа)[169]
- Линија 3Л Ташмајдан — Железничка станица /Топчидер/(привремено не саовраћа)[170]
- Линија 7 Устаничка — Нови Београд /Блок 45/[171]
- Линија 9 Бањица — Нови Београд /Блок 45/[172]
- Линија 11 Калемегдан /Доњи град/ — Нови Београд /Блок 45/[173]
- Линија 12 Омладински стадион — Баново брдо[174]

Аутобуским линијама:
- Линија 3А Београд на води — Кнежевац
- Линија 36 Железничка станица /Београд центар/ — Трг Славија — Железничка станица /Београд центар/[175]
- Линија 46 Београд на води — Миријево[176]
- Линија 51 Београд на води — Беле воде[177]
- Линија 78 Бањица 2 — Земун Нови Град
- Линија 83 Црвени Крст — Земун (Бачка)
- Линија 91 Београд на води — Остружница /Ново насеље/[178]
- Линија 92 Београд на води — Остружница /Караула/[179]
- Линија 511 Београд на води — Сремчица[180]
- Линија 551 Београд на води — Сремчица[181]
- Линија 553 Београд на води — Руцка[182]
- Линија 601 Београд на води — Сурчин[183]
- Линија ЕКО 2 Београд на води — Дорћол /СРЦ „Милан Гале Мушкатировић”/[184]